# Camerana
Pour les articles homonymes, voir Camerana (homonymie).
Camerana (en français Camerane) est une commune italienne de la province de Coni, dans la région du Piémont.

## Administration
| Période                                  | Période | Identité | Étiquette | Qualité |
| ---------------------------------------- | ------- | -------- | --------- | ------- |
|                                          |         |          |           |         |
| Les données manquantes sont à compléter. |         |          |           |         |

### Communes limitrophes
Gottasecca, Mombarcaro, Monesiglio, Montezemolo, Sale delle Langhe, Sale San Giovanni, Saliceto (Italie)